# Stijena
 Ovo je glavno značenje pojma Stijena. Za druga značenja pogledajte Stijena (razdvojba).
Stijena je sastavni dio litosfere (Zemljine kamene kore i gornjeg plašta) određenog načina geološkog pojavljivanja sklopa i sastava. 
Sastoje se od jednog (monomineralne) ili više minerala (polimineralne). Njihovim postankom i građom bavi se petrologija.
Kod stijena prepoznajemo strukturu i građu (prostorni raspored u stijeni). Struktura stijene ovisi o obliku, veličini i međusobnom odnosu minerala u njoj. Struktura je ujedno i najvažnije obilježje stijena, te se na osnovi strukture može zaključiti kakvi su bili uvjeti nastanka pojedine stijene.
Stijene se prema načinu postanka dijele na:
- magmatske stijene ili eruptivne – nastale kristalizacijom magme ili hlađenjem lave

- sedimentne stijene ili taložne stijene – nastale fizičko-kemijskom razgradnjom magmatskih, metamorfnih i starijih sedimentnih stijena, te litifikacijom prethodno sedimentiranih čestica.

- metamorfne stijene ili preobražene – nastale metamorfozom prethodno postojećih stijena u litosferi.

## Vanjske poveznice
- Stijene Hrvatska tehnička enciklopedija, portal hrvatske tehničke baštine. LZMK